# Cultrinotus poultoni
Cultrinotus poultoni är en insektsart som beskrevs av Bolívar, I. 1915. Cultrinotus poultoni ingår i släktet Cultrinotus och familjen Pamphagidae. Inga underarter finns listade i Catalogue of Life.